# AIK Ishockey
O AIK Ishockey é a seção de hóquei no gelo do clube poliesportivo sueco AIK, sediado na cidade de Solna, Condado de Estocolmo. A equipe de hóquei no gelo foi fundada em 1921 e atualmente usa como campo de jogos o Hovet.
Já foi campeão da Suécia por 7 vezes.